# Бріджет Ріган
Бріджет Кетрін Ріган (англ. Bridget Catherine Regan, нар. 3 лютого 1982; Сан-Дієго, штат Каліфорнія) — американська теле-, кіно- і театральна акторка, відома роллю Келен Амнелл (англ. Kahlan Amnell) у фентезійному пригодницькому телесеріалі «Легенда про Шукача».

## Кар'єра
З 2006 р. вона з'явилася в декількох фільмах і телешоу. Її фільмографія включає «Весільний альбом», «Волонтерство», «Верховне залицяння» і «Секс і Місто». Вона також з'являлася як гостя на телесеріалах «Мавпяча любов», «Закон і порядок: Злочинні наміри», «Американський досвід», «Шість градусів», «Брати Доннеллі» й «Новий Амстердам».
У 2008 р. Ріган почала зніматися в телесеріалі «Легенда про Шукача», заснованому на фентезійній серії письменника Террі Гудкайнда «Меч істини». Вона зображує Мати Сповідницю Келен Амнелл.
У 2009 р. Бріджет зважилася спродюсувати «Camp Wanatachi», мюзикл, прем'єра якого відбулася в Нью-Йорку в La MaMa Experimental Theatre Club в січні 2011-го.
Зіграла провідну роль у телесеріалі «Фронтир», створеному Шоном Кессіді.

## Приватне життя
Бріджет Ріган виросла в ірландсько-американській католицькій родині. Акторську кар'єру розпочала в дитячому віці у своєму рідному місті Карлсбад, штат Каліфорнія.
Закінчила Школу мистецтв Університету Північної Кароліни.
Ріган є близькою подругою зі своєю колегою по «Легенді про Шукача» Табретт Бетелл. Дуже тісні стосунки і з партнером, що грав роль її коханого — Крейгом Горнером.
Чоловік — сценарист Імон О'Салліван (англ. Eamon O'Sullivan), з яким вона познайомилася на під час знімання телешоу «Легенда про Шукача». 28 грудня 2010 р. оголосила через твіттер про народження доньки. 28 лютого 2018 народила сина Бернарда Муна.

## Фільмографія
| Рік       |    | Українська назва                      | Оригінальна назва            | Роль                                                     |
| --------- | -- | ------------------------------------- | ---------------------------- | -------------------------------------------------------- |
| 2020      | с  |                                       | Paradise Lost                | Frances Forsythe (основна роль)                          |
| 2014—2019 | с  | Незаймана Джейн                       | Jane the Virgin              | Роуз (32 епізоди)                                        |
| 2019      | с  | МакГайвер                             | MacGyver                     | Шарлот Коул (1 епізод)                                   |
| 2016—2018 | с  | Останній корабель                     | The Last Ship                | Саша Купер (33 епізоди)                                  |
| 2016—2018 | с  | Останній корабель                     | The Last Ship                | Саша Купер (33 епізоди)                                  |
| 2017      | тф | Різдвяна ескапада                     | Christmas Getaway            | Еморі Блейк                                              |
| 2017      | тф | Ворота Диявола                        | Devil's Gate                 | Марія Прітчард                                           |
| 2016—2018 | с  | Анатомія Грей                         | Grey's Anatomy               | Меґан Гант (1 епізод)                                    |
| 2015—2016 | с  | Агент Картер                          | Agent Carter                 | Дотті Андервуд (10 епізодів)                             |
| 2015      | тф |                                       | Magic Stocking               | Ліндсі Монро                                             |
| 2015      | тф |                                       | The Leisure Class            | Фіона                                                    |
| 2015      | с  | Гарна дружина                         | The Good Wife                | Меделін Смолдерс (1 епізод)                              |
| 2013—2014 | с  | Білий комірець                        | White Collar                 | Ребекка / Рейчел Тернер (10 епізодів)                    |
| 2014      | ф  | Джон Уік                              | John Wick                    | Едді                                                     |
| 2013      | тф | Загадкове вбивство в Манхеттені       | Murder in Manhattan          | Лекс Саттон)                                             |
| 2013      | с  | Сини анархії                          | Sons of Anarchy              | ескорт (1 епізод)                                        |
| 2013      | с  | Красуня і чудовисько                  | Beauty and the Beast         | Алекс Солтер (4 епізоди)                                 |
| 2012      | тф | Фронтир                               | The Frontier                 | Ханна Стронг                                             |
| 2012      | с  | Сприйняття                            | Perception                   | Вікторія Ріланд (2 епізоди)                              |
| 2011      | с  | Підозрюваний                          | Person of Interest           | Венді Мак-Неллі (1 епізод)                               |
| 2011      | тф | Засідка                               | Hide                         | Аннабель Ґрейнджер                                       |
| 2011      | с  | Морська Поліція: Лос-Анджелес         | NCIS: Los Angeles            | Елізабет Сміт (1 епізод)                                 |
| 2010      | ф  |                                       | The Best and the Brightest   | Робін                                                    |
| 2008—2010 | с  | Легенда про Шукача                    | Legend of the Seeker         | Келен Амнелл (головна роль)                              |
| 2008      | тф | Вердикт                               | The Verdict                  | акторка                                                  |
| 2008      | ф  | Секс і місто                          | Sex and the City             | хостес                                                   |
| 2008      | с  | Новий Амстердам                       | New Amsterdam                | Дафні Такер (1 епізод)                                   |
| 2007      | тф | Верховне залицяння                    | Supreme Courtships           | Голлі                                                    |
| 2007      | ф  | Няньки                                | The Babysitters              | Тіна Такман                                              |
| 2007      | с  | Шість градусів                        | Six Degrees                  | Діана Фосс (1 епізод)                                    |
| 2007      | с  | Американський досвід (документальний) | American Experience          | Анґеліка Шиппен (1 епізод)                               |
| 2007      | с  | Брати Доннеллі                        | The Black Donnellys          | Тріш Г'юз (4 епізоди)                                    |
| 2006—2007 | с  | Закон і порядок: Злочинні наміри      | Law & Order: Criminal Intent | помічниця окружного прокурора Клаудія Шенклі (2 епізоди) |
| 2006      | тф | Весільний альбом                      | The Wedding Album            | Кейт                                                     |
| 2006      | кф | Шори                                  | Blinders                     | Пола                                                     |
| 2006      | с  | Мавпяча любов                         | Love Monkey                  | жінка (1 епізод)                                         |